# 谷口耕太郎
谷口 耕太郎（たにぐち こうたろう、1994年11月3日 - ）は、神奈川県綾瀬市出身の陸上競技選手。専門は短距離走。100mで10秒37、200mで20秒45の自己ベストを持つ。2015年北京世界選手権男子4×100mリレーの日本代表、2015年世界リレー男子4×100mの銅メダリストである。

## 経歴
神奈川県綾瀬市出身。綾瀬市立北の台中学校、神奈川県立弥栄高等学校、中央大学卒業。凸版印刷在籍。

### 高校生時代まで
かつてはエースで4番の野球少年だった。
陸上競技は中学2年時に陸上部の監督から誘われて始め、入部した当初は走幅跳に取り組んでいたが、途中から短距離に転向した。中学3年時には全日本中学校選手権の200mで8位、ジュニアオリンピックの200mで6位入賞を果たしている。
2010年、立弥栄高校に進学。1年時の沖縄インターハイは4×400mリレー、2年時の北上インターハイは4×100mリレーで出場を果たすも、ともに準決勝で敗退した。3年時の新潟インターハイは200m決勝で21秒10（-0.5）の自己ベスト（当時）をマークして橋元晃志（20秒81）と大瀬戸一馬（21秒02）に次ぐ3位に入り、個人種目初出場ながら決勝に進出して表彰台に上った。日本ジュニア選手権の200mは3位と0秒04差の4位に入った。

### 大学生時代（2013年 - 2014年）
2013年、中央大学に進学。5月に関東インカレの4×100リレー（2走）で優勝に貢献し、リレー種目ながらインカレ初タイトルを獲得した。6月に日本学生個人選手権の200mで2位（1位と0秒06差）に入り、全国タイトル獲得まであと一歩に迫ると、7月7日に神奈川選手権の200mでジュニア日本歴代7位タイ（当時）の記録となる20秒63（+1.8）をマークした。
2014年、1月に肺気胸の手術をした影響で調整が遅れたものの、5月3日に静岡国際の200mB決勝を日本学生歴代10位（当時）の記録となる20秒45（+0.6）で制した。関東インカレでは4×100リレー（4走）と4×400リレー（3走）のリレー種目2冠を達成。9月にはコンチネンタルカップの4×100mリレーにアジア太平洋選抜（日本学生選抜）として出場し、主要国際大会を初めて経験した。日本インカレでは4×100mリレー（2走）で2連覇に貢献し、リレー種目ながら初の全国タイトルを獲得した。

### 大学生時代（2015年）
- 4月18日、世界リレー の日本代表選考会となった織田記念国際の200mで4位に入り、日本陸上競技連盟から世界リレー日本代表入りを打診をされたが、専門外である4×400mリレーのメンバーとしてだった。そのため、当初は世界リレーと同じ日に行われる静岡国際の200mで2015年北京世界選手権の参加標準記録を突破したいと思い代表入りを断ったが、その後4×100mリレーのメンバーとして日本代表入りの連絡を受けたため、アピールのチャンスだと思い出場することに決めた[4]。
- 5月、世界リレーの4×100mで日本代表と世界大会を初めて経験すると、日本チーム（大瀬戸一馬、藤光謙司、桐生祥秀、谷口）のアンカーを務め、決勝では日本歴代パフォーマンス4位の記録となる38秒20で3位に入った。シニアの世界大会では2008年北京オリンピックの4×100mリレー（銅メダル獲得）以来、日本チーム7年ぶりのメダルとなる銅メダル獲得に貢献した。関東インカレは4×100mリレー（2走）で3連覇に貢献したが、200mは長田拓也に次ぐ2位でインカレ個人初タイトルを逃した。
- 6月、アジア選手権の200mで国際大会の個人種目に初出場を果たしたが、3位と0秒03差の4位で惜しくもメダルは逃した。2度目の出場となった日本選手権は初めて決勝に進出して6位に入り、日本陸上競技連盟から2015年北京世界選手権の4×100mリレー日本代表に選出された[注 1]。
- 7月、ユニバーシアードで再び世界大会を経験。200mは7位に終わったが、4×100mリレーでは日本チーム（大瀬戸一馬、長田拓也、諏訪達郎、谷口）のアンカーを務め、この種目12年ぶりとなる金メダル獲得に貢献した。トワイライト・ゲームスの100mでは自身初の10秒3台となる10秒37（+1.3）をマークした。
- 8月29日、北京世界選手権の4×100mリレー予選で日本チーム（大瀬戸一馬、藤光謙司、長田拓也、谷口）のアンカーを務めた。日本は谷口にバトンが渡る直前まで決勝に着順で進出できる3位争いをしていたが、3走の長田拓也とのバトンパスが上手くいかず5位に転落した。最後は追い上げてウクライナを抜き、ドイツにもあとわずかと迫ったものの0秒03差の4位に終わり、タイムでも拾われず決勝進出を逃した[注 2]。
- 9月、日本インカレは4×100mリレー（2走）で昨年に続く優勝に貢献。200mは準決勝を全体1位のタイムで通過したものの、決勝は長田拓也に次ぐ2位（0秒14差）に終わり、個人種目初の全国タイトル獲得はならなかった。
- 12月16日、世界リレーの4×100m銅メダル獲得が評価され、他のリレーメンバーとともにアスレティック・アワード（日本陸上競技連盟の年間表彰）の優秀選手賞を受賞した[7]。

### 社会人時代
2017年4月、凸版印刷に入社。
2020年9月の練習中に左アキレス腱断裂の重傷を負った。
2023年11月3日、29歳の誕生日に現役引退を表明した。

## 人物・エピソード
- 大学の入学式では新入生を代表して入学の辞を[2]、地元の綾瀬市で行われた成人式では新成人を代表して抱負を述べた[10]。その後、世界リレーで初の日本代表と世界大会を経験したが、世界リレーの決勝よりも成人式のほうが緊張したという。
- 座右の銘・好きな言葉は「自分全力」[11]。

## 自己ベスト
- 記録欄の（　）内の数字は風速（m/s）で、+は追い風を意味する。

| 種目 | 記録          | 年月日        | 場所   | 備考 |
| ---- | ------------- | ------------- | ------ | ---- |
| 100m | 10秒37 (+1.3) | 2015年7月26日 | 東京都 |      |
| 200m | 20秒45 (+0.6) | 2014年5月3日  | 袋井市 |      |

## 主な成績
- 備考欄の記録は当時のもの

### 国際大会
| 年         | 大会                      | 場所             | 種目    | 結果 | 記録          | 備考     |
| ---------- | ------------------------- | ---------------- | ------- | ---- | ------------- | -------- |
| 2014 (大2) | コンチネンタルカップ (en) | マラケシュ       | 4x100mR | 4位  | 39秒50 (2走)  |          |
| 2015 (大3) | 世界リレー (en)           | ナッソー         | 4x100mR | 3位  | 38秒20 (4走)  |          |
| 2015 (大3) | アジア選手権              | 武漢             | 200m    | 4位  | 20秒69 (+1.0) |          |
| 2015 (大3) | ユニバーシアード (en)     | 光州             | 200m    | 7位  | 21秒17 (-2.5) |          |
| 2015 (大3) | ユニバーシアード (en)     | 光州             | 4x100mR | 優勝 | 39秒08 (4走)  |          |
| 2015 (大3) | 世界選手権                | 北京             | 4x100mR | 予選 | 38秒60 (4走)  |          |
| 2016 (大4) | 日中韓3カ国交流陸上       | 金泉             | 4x100mR | 優勝 | 38秒77 (2走)  |          |
| 2017 (大4) | ニトロアスレチックス      | メルボルン       | 4x100mR | 2位  | 42秒36 (4走)  | 男女混合 |
| 2017 (大4) | ニトロアスレチックス      | メルボルン       | 2x300mR | 5位  | 75秒29 (2走)  | 男女混合 |
| 2017 (大4) | ニトロアスレチックス      | メルボルン       | 4x100mR | 4位  | 42秒54 (4走)  | 男女混合 |
| 2017 (大4) | ニトロアスレチックス      | メルボルン       | 2x300mR | 4位  | 74秒08 (1走)  | 男女混合 |
| 2017 (大4) | ニトロアスレチックス      | メルボルン       | 150m    | 6位  | 16秒05 (-0.9) |          |
| 2017 (大4) | ニトロアスレチックス      | メルボルン       | 4x100mR | 4位  | 42秒38 (2走)  | 男女混合 |
| 2017 (社1) | アジア選手権 (en)         | ブバネーシュワル | 200m    | 6位  | 21秒01 (0.0)  |          |

### 日本選手権
- 4x100mRは日本選手権リレーの成績

| 年         | 大会    | 場所     | 種目    | 結果   | 記録          | 備考 |
| ---------- | ------- | -------- | ------- | ------ | ------------- | ---- |
| 2014 (大2) | 第98回  | 福島市   | 200m    | 予選   | 20秒92 (+1.5) |      |
| 2015 (大3) | 第99回  | 新潟市   | 200m    | 6位    | 20秒89 (+0.8) |      |
| 2016 (大4) | 第100回 | 名古屋市 | 100m    | 準決勝 | 10秒60 (-1.4) |      |
| 2016 (大4) | 第100回 | 名古屋市 | 200m    | 7位    | 20秒81 (+1.8) |      |
| 2016 (大4) | 第100回 | 横浜市   | 4x100mR | 4位    | 39秒31 (2走)  |      |
| 2017 (社1) | 第101回 | 大阪市   | 200m    | 予選   | 20秒97 (+0.2) |      |

### その他
- 主要大会を記載

| 年         | 大会                     | 場所                   | 種目    | 結果   | 記録            | 備考             |
| ---------- | ------------------------ | ---------------------- | ------- | ------ | --------------- | ---------------- |
| 2009 (中3) | 全日本中学校選手権       | 大分市                 | 100m    | 予選   | 11秒34 (0.0)    |                  |
| 2009 (中3) | 全日本中学校選手権       | 大分市                 | 200m    | 8位    | 22秒64 (0.0)    |                  |
| 2009 (中3) | ジュニアオリンピック     | 横浜市                 | 200m    | 6位    | 22秒64 (-0.2)   |                  |
| 2009 (中3) | ジュニアオリンピック     | 横浜市                 | 4x100mR | 4位    | 43秒34 (4走)    |                  |
| 2010 (高1) | インターハイ             | 沖縄市                 | 4x400mR | 準決勝 | 3分27秒41 (1走) |                  |
| 2011 (高2) | インターハイ             | 北上市                 | 4x100mR | 準決勝 | 41秒33 (4走)    |                  |
| 2011 (高2) | 日本ユース選手権         | 名古屋市               | 200m    | 準決勝 | 21秒81 (+1.6)   |                  |
| 2011 (高2) | 日本ユース選手権         | 名古屋市               | 4x100mR | 予選   | 42秒03 (2走)    |                  |
| 2012 (高3) | インターハイ             | 新潟市                 | 200m    | 3位    | 21秒10 (-0.5)   | 自己ベスト       |
| 2012 (高3) | インターハイ             | 新潟市                 | 4x400mR | 準決勝 | 3分13秒72 (4走) |                  |
| 2012 (高3) | 国民体育大会             | 岐阜市                 | 100m    | 準決勝 | 10秒73 (-1.6)   |                  |
| 2012 (高3) | 国民体育大会             | 岐阜市                 | 4x100mR | 3位    | 39秒77 (2走)    |                  |
| 2012 (高3) | 日本ジュニア選手権       | 名古屋市               | 100m    | 予選   | 10秒84 (-1.6)   |                  |
| 2012 (高3) | 日本ジュニア選手権       | 名古屋市               | 200m    | 4位    | 21秒49 (+0.2)   |                  |
| 2013 (大1) | 静岡国際                 | 袋井市                 | 200m    | 決勝   | 21秒04 (-0.5)   |                  |
| 2013 (大1) | 関東インカレ (1部)       | 東京都 横浜市          | 100m    | 準決勝 | 11秒04 (-4.2)   |                  |
| 2013 (大1) | 関東インカレ (1部)       | 東京都 横浜市          | 200m    | 4位    | 20秒87 (-0.5)   |                  |
| 2013 (大1) | 関東インカレ (1部)       | 東京都 横浜市          | 4x100mR | 優勝   | 38秒75 (2走)    |                  |
| 2013 (大1) | 日本学生個人選手権       | 平塚市                 | 100m    | 6位    | 10秒53 (+1.4)   |                  |
| 2013 (大1) | 日本学生個人選手権       | 平塚市                 | 200m    | 2位    | 20秒86 (+1.2)   |                  |
| 2013 (大1) | トワイライト・ゲームス   | 東京都                 | 4x100mR | 優勝   | 39秒18 (2走)    | 大会記録         |
| 2013 (大1) | トワイライト・ゲームス   | 東京都                 | 4x400mR | 優勝   | 3分06秒81 (1走) | 大会記録         |
| 2013 (大1) | 日本ジュニア選手権       | 名古屋市               | 100m    | 準決勝 | DNS             |                  |
| 2013 (大1) | 日本ジュニア選手権       | 名古屋市               | 200m    | 準決勝 | 21秒59 (+0.7)   |                  |
| 2014 (大2) | 静岡国際                 | 袋井市                 | 200m    | B決勝  | 20秒45 (+0.6)   | 日本学生歴代10位 |
| 2014 (大2) | 関東インカレ (1部)       | 東京都 横浜市          | 200m    | 4位    | 20秒96 (-0.6)   |                  |
| 2014 (大2) | 関東インカレ (1部)       | 東京都 横浜市          | 4x100mR | 優勝   | 39秒12 (4走)    |                  |
| 2014 (大2) | 関東インカレ (1部)       | 東京都 横浜市          | 4x400mR | 優勝   | 3分07秒02 (3走) |                  |
| 2014 (大2) | ナイトオブアスレチックス | ヒュースデン＝ゾルダー | 200m    | 5位    | 20秒92 (-0.1)   |                  |
| 2014 (大2) | トワイライト・ゲームス   | 東京都                 | 100m    | 6位    | 10秒51 (-0.1)   |                  |
| 2014 (大2) | トワイライト・ゲームス   | 東京都                 | 4x100mR | 2位    | 39秒48 (2走)    |                  |
| 2014 (大2) | 日本インカレ             | 熊谷市                 | 200m    | 5位    | 21秒02 (-0.1)   |                  |
| 2014 (大2) | 日本インカレ             | 熊谷市                 | 4x100mR | 優勝   | 39秒03 (2走)    |                  |
| 2014 (大2) | 日本インカレ             | 熊谷市                 | 4x400mR | 5位    | 3分06秒25 (4走) |                  |
| 2014 (大2) | 国民体育大会             | 諫早市                 | 4x100mR | 8位    | 40秒15 (2走)    |                  |
| 2015 (大3) | 織田記念                 | 広島市                 | 200m    | 4位    | 20秒93 (+1.5)   |                  |
| 2015 (大3) | 関東インカレ (1部)       | 横浜市                 | 200m    | 2位    | 20秒90 (+0.8)   |                  |
| 2015 (大3) | 関東インカレ (1部)       | 横浜市                 | 4x100mR | 優勝   | 39秒04 (2走)    |                  |
| 2015 (大3) | トワイライト・ゲームス   | 東京都                 | 100m    | 3位    | 10秒37 (+1.3)   | 自己ベスト       |
| 2015 (大3) | トワイライト・ゲームス   | 東京都                 | 4x100mR | 優勝   | 38秒95 (2走)    | 大会記録         |
| 2015 (大3) | 日本インカレ             | 大阪市                 | 200m    | 2位    | 20秒71 (-0.6)   |                  |
| 2015 (大3) | 日本インカレ             | 大阪市                 | 4x100mR | 優勝   | 39秒15 (2走)    |                  |
| 2015 (大3) | 国民体育大会             | 和歌山市               | 100m    | 準決勝 | 10秒56 (+0.2)   |                  |
| 2015 (大3) | 国民体育大会             | 和歌山市               | 4x100mR | 4位    | 40秒11 (2走)    |                  |
| 2016 (大4) | 静岡国際                 | 袋井市                 | 200m    | 予選   | 21秒37 (-1.0)   |                  |
| 2016 (大4) | ゴールデングランプリ川崎 | 川崎市                 | 200m    | 8位    | 21秒16 (-0.6)   |                  |
| 2016 (大4) | 関東インカレ (1部)       | 横浜市                 | 200m    | 5位    | 21秒03 (+0.6)   |                  |
| 2016 (大4) | 関東インカレ (1部)       | 横浜市                 | 4x100mR | 2位    | 39秒35 (2走)    |                  |
| 2016 (大4) | 日本学生個人選手権       | 平塚市                 | 100m    | 5位    | 10秒45 (-0.3)   |                  |
| 2016 (大4) | 日本インカレ             | 熊谷市                 | 200m    | 7位    | 21秒30 (-0.1)   |                  |
| 2016 (大4) | 日本インカレ             | 熊谷市                 | 4x100mR | 優勝   | 38秒92 (2走)    |                  |
| 2016 (大4) | 国民体育大会             | 北上市                 | 4x100mR | 6位    | 40秒64 (2走)    |                  |
| 2017 (社1) | 静岡国際                 | 袋井市                 | 200m    | 3位    | 20秒99 (+0.2)   |                  |
| 2017 (社1) | 東日本実業団選手権       | 秋田市                 | 100m    | 予選   | 14秒61 (+0.2)   |                  |
| 2017 (社1) | 東日本実業団選手権       | 秋田市                 | 200m    | 3位    | 21秒39 (-2.1)   |                  |
| 2017 (社1) | 全日本実業団選手権       | 大阪市                 | 100m    | 準決勝 | 10秒70 (+0.5)   |                  |
| 2017 (社1) | 全日本実業団選手権       | 大阪市                 | 200m    | 予選   | 21秒81 (-1.1)   |                  |
| 2018 (社2) | 静岡国際                 | 袋井市                 | 200m    | 予選   | 21秒66 (-0.4)   |                  |
| 2018 (社2) | 東日本実業団選手権       | 熊谷市                 | 100m    | 準決勝 | 10秒72 (+2.1)   |                  |
| 2018 (社2) | 東日本実業団選手権       | 熊谷市                 | 200m    | B決勝  | 21秒40 (+2.8)   |                  |